# Bodo Krumbholz
Bodo Krumbholz (* 22. Januar 1958 in Altentreptow) ist ein deutscher Politiker und war von 2002 bis 2006 Mitglied im Landtag von Mecklenburg-Vorpommern (SPD).

## Biografie
Krumbholz absolvierte eine Ausbildung zum Meister für Landwirtschaft und legte später ein Verwaltungs-Diplom ab.

## Politik
Für seine Partei wurde er 2002 in den Landtag gewählt. Nach seinem Ausscheiden ist er bei der Kreisverwaltung des Landkreises Mecklenburg-Strelitz tätig.